# Ampedus guillebeaui
Ampedus guillebeaui là một loài bọ cánh cứng trong họ Elateridae. Loài này được Perroud miêu tả khoa học năm 1864.